# Wakea madinika
Wakea madinika es una especie de anfibios de la familia Mantellidae y única representante del género Wakea.

## Distribución geográfica y hábitat
Es endémica de Madagascar. Su rango altitudinal oscila entre 50 y 117 m s. n. m..
Su hábitat natural incluye bosques bajos y secos, marismas intermitentes de agua dulce y plantaciones.